# Vilémov (Chomutov)
Vilémov è un comune della Repubblica Ceca facente parte del distretto di Chomutov, nella regione di Ústí nad Labem.